# Shikma Bressler

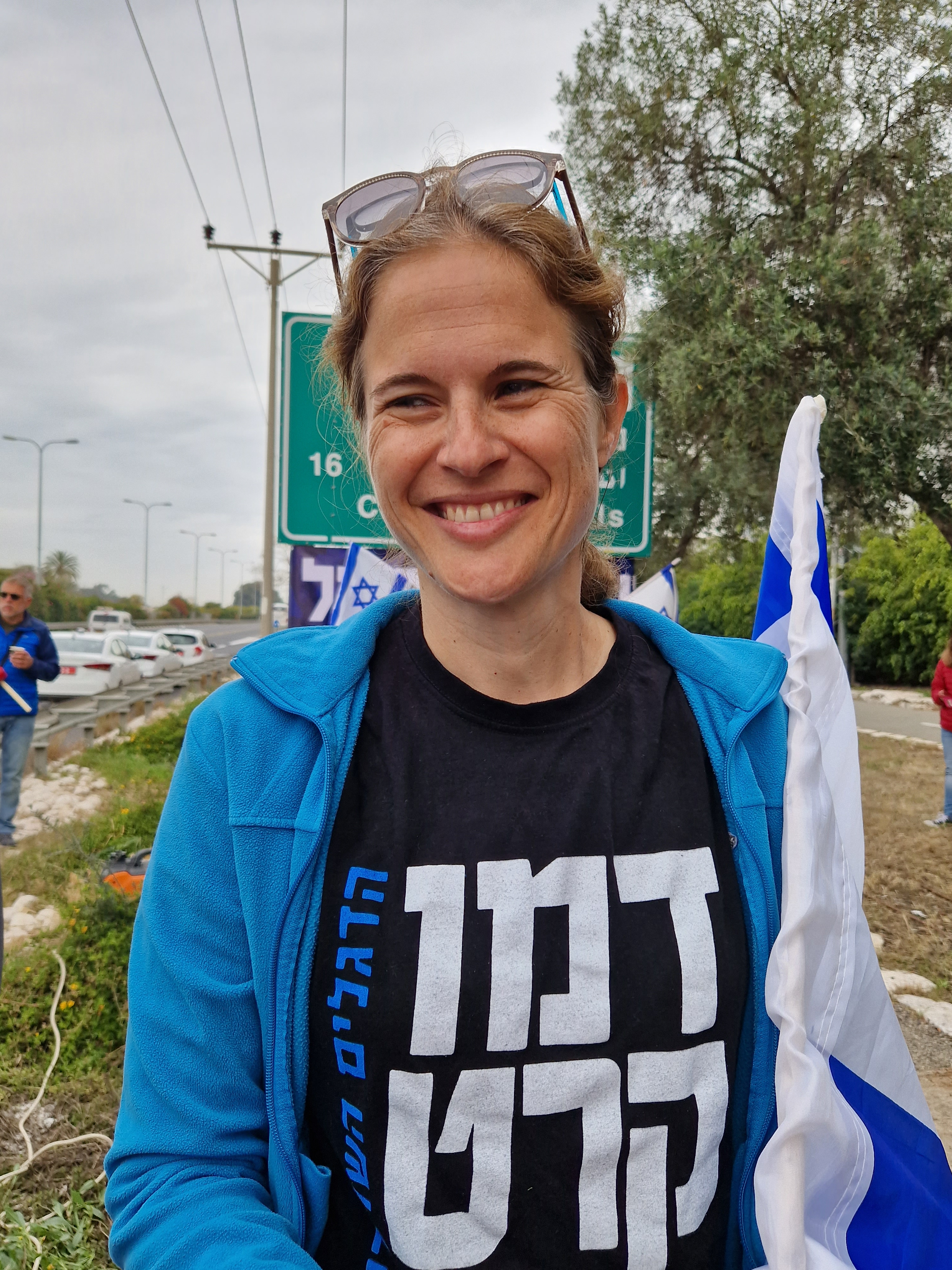
Shikma Bresser (2023)

Shikma Schwartzman-Bressler (hebräisch שקמה ברסלר־שוורצמן; geboren am 10. Juli 1980) ist eine israelische Physikerin. Sie ist Wissenschaftlerin am Weizmann Institute of Science und forscht als Mitglied der ATLAS-Kollaboration am CERN-Teilchenbeschleuniger in der Schweiz. Darüber hinaus ist sie eine soziale Aktivistin und führende Persönlichkeit bei den „Black Flag“-Protesten gegen die Politik Benjamin Netanjahus.

## Leben
Als zweites von vier Kindern einer Ärztin und eines leitenden Angestellten bei Elbit Systems wurde Bressler in Haifa geboren. Im Kibbuz Givʿat und Timrat wuchs sie auf. Als Jugendliche spielte sie Basketball nicht nur bei den „Ha'poel Galil Elyon“, sondern ebenso in der israelischen Jugendnationalmannschaft. Später, nach ihrem Armeedienst, spielte Bressler für „Ha'poel Haifa“. Nach einer Verletzung zog sie sich vom Basketball zurück und begann ihr Studium am Technion. Sie heiratete, bekam zwei Kinder, ließ sich scheiden, heiratete erneut und ist nun Mutter von fünf Töchtern.

## Studium und Forschung
Bressler schloss ihr Bachelor-Studium in Physik und Mathematik am Technion mit Auszeichnung ab. 2006 machte sie dort auch ihren Master-Abschluss in Physik und 2011 ihren Doktor.
Ab 2012 gehört sie zum Lehrkörper des Weizmann-Instituts.
Seit 2013 leitet Bressler in der Abteilung für Teilchen- und Astrophysik am Weizmann-Institut eine Forschungsgruppe, die sie zuvor gegründet hatte. Das Team forscht zu Strahlungsdetektoren und Teilchenphysik und entwickelt fortschrittliche Konzepte. Auch beschäftigt es sich mit der Erforschung des Elementarteilchens Higgs-Boson.
Bressler forscht auch aktiv am CERN-Teilchenbeschleuniger in der Schweiz. Dort erfasst sie auf der Suche nach der Physik jenseits des Standardmodells der Teilchenphysik Daten aus dem ATLAS-Detektor.

## Auszeichnungen (Auswahl)
2016: Charles-Clore-Preis für Forschung
2020 wurde Bressler von TheMarker in die Liste der 100 einflussreichsten Menschen in Israel und von der Zeitschrift Forbes in die Liste der Power-Women aufgenommen, einer Liste, die einflussreiche Frauen im israelischen Gesundheitssystem würdigt. 2021 wurde sie zu einer der 50 einflussreichsten Frauen Israels gekürt.
2021: Nathan-Rosen-Preis für Experimentalphysik für junge Physiker der Israelischen Physikalischen Gesellschaft (IPS)

## Politisches Engagement

### Die Proteste der „Schwarzen Flagge“ 2020
Im März 2020 organisierte und leitete Bressler zusammen mit zweien ihrer Brüder, Yarden und Eyal, und zwei Freunden der Familie die „Black Flag Protests“.
Hintergrund: Nach den israelischen Parlamentswahlen 2020 übertrug Staatspräsident Reuven Rivlin dem Vorsitzenden der Blau-Weiß-Liste, Benny Gantz, die Aufgabe, eine Regierung zu bilden. Der scheidende Knesset-Vorsitzende Yuli Edelstein weigerte sich, seinen Posten für den neuen Vorsitzenden aufzugeben, um den Einsatz eines Ausschusses zu verhindern, der über die Aufhebung der parlamentarischen Immunität von Ministerpräsident Benjamin Netanjahu beraten sollte. Bressler und zwei ihrer Brüder initiierten Protestkonvois zur Knesset und Proteste in der Nähe der Wohnungen von Knesset-Mitgliedern und Mitgliedern der Partei Israel Resilience unter dem Vorsitz von Benny Gantz. Die Demonstranten begannen mit drei Forderungen: 1. die Wahl eines neuen Vorsitzenden für die Knesset nach den dritten Wahlen in einem Jahr, während Benny Gantz und der Block der Parteien, die gegen die Fortsetzung der Herrschaft Netanjahus waren, mit der Regierungsbildung betraut werden sollten; 2. die Einrichtung von Knessetausschüssen mit parlamentarischer Kontrolle; und 3. die Verabschiedung einer Änderung des Grundgesetzes zur Regierungsbildung und zur Regelung der Regierungsbefugnisse, damit in Zukunft eine Person, die wegen einer Straftat angeklagt ist, nicht für das Amt des Ministerpräsidenten kandidieren kann. Die Protestbewegung breitete sich im ganzen Land aus und wurde als „The Black Flag Protest“ bekannt.

### Proteste gegen die Justizreformen 2023
Während einer der zahlreichen Protestkundgebungen zum „Tag der Störung“, die im Rahmen der israelischen Proteste gegen die Justizreform 2023 in ganz Israel stattfanden, wurde Shikma Bressler am 23. März 2023 von der Polizei festgenommen. Später wurde sie wieder freigelassen. Der ehemalige Premierminister und Anführer der Proteste, Ehud Barak, twitterte, Bresslers Verhaftung sei „Diktatur in Aktion“. Die Knessetabgeordnete und Vorsitzende der Arbeitspartei, Merav Michaeli, erklärte, in einem normalen Land würde Shikma Bressler den Israel-Preis erhalten. „Im Staat von Netanjahu und Ben Gvir wird sie als gewöhnliche Kriminelle verhaftet.“
Am 18. Juli 2023 initiierte Bressler zusammen mit anderen Protestführern (Ran Harnevo, Moshe Radman und Ami Dror) einen Massenmarsch – zu Fuß von der Kaplanstraße in Tel Aviv nach Jerusalem –, um gegen die Absicht der Koalition zu protestieren, in zweiter und dritter Lesung das Gesetz zur Verringerung der Zumutbarkeitsklausel zu verabschieden.

## Kritik
Shikma ist keine Gegnerin der israelischen Besatzung des Westjordanlandes oder der israelischen Siedlungen in dem Gebiet. Als der Internationale Gerichtshof der Vereinten Nationen urteilte, dass die Besatzung illegal sei und Israel sich aus den besetzten Gebieten zurückziehen muss, schrieb sie auf Twitter.com:
»Im Lichte der Ergebnisse schadet den Siedlungen in Judäa und Samaria nichts so sehr wie die rassistischen Nationalisten. Das Urteil in den Haag kommt nicht aus einem Vakuum.«
Gideon Levy schrieb darauf über Shikma und ihre Bewegung:
»Die Reaktionen der zionistischen Linken und der Mitte ... waren einander schmerzlich ähnlich und bewiesen zum millionsten Mal, dass es in den grundlegenden Fragen keinen Unterschied zwischen ihnen und der Rechten gibt, abgesehen von den süßen Worten und der Fassade. Es ist so einfach für die zionistische Linke und Mitte, alles auf die ›rassistischen Nationalisten‹ zu schieben ... sie sind an allem Schuld. Unter unserer Ägide wäre das alles nicht passiert. Wenn wir an der Macht wären, gäbe es keine Besatzung, keine Siedlungen, keine Apartheid und natürlich auch keine Meinung aus Den Haag.«